# Parco nazionale del lago Mburo
Il Parco Nazionale del Lago Mburo con una superficie di 260 km è il parco nazionale più piccolo dell'Uganda e il parco più vicino sia a Kampala (circa 240 km - circa 3 ore di macchina) che a Entebbe (circa 3 ore e mezzo di macchina) e a soli 30 chilometri da Mbarara, la città più grande dell'Uganda occidentale. Ideale per chi cerca un safari nella fauna selvatica o birdwatching e pertanto spesso inserito circuiti turistici.
Confina con 4 grandi distretti dell'Uganda che includono la città di Mbarara, Lyantonde, Isingiro North e Kiruhura.
Le coordinate sono: 00 36S, 30 57E (Latitudine: 0.6000; Longitudine: 30.9500).
Conosciuto come area di caccia controllata nel 1933 è diventato poi ufficialmente riserva di caccia nel 1963 e poi Parco Nazionale nel 1983.
Ben noto per il numero di impala vanta comunque un gran varietà di fauna selvatica tra cui la zebra, l'eland, il bufalo, l'oribi, Il cobo defassa (anche detto anche antilope d'acqua deffasa), il leopardo, la iena, l'ippopotamo e l'antilope redunca. Vastissima la presenza di diverse specie di uccelli tra cui il famoso becco a scarpa, la cicogna, Il rallo tuffatore africano, il pellicano, l'airone e la gru crestata.